# Mistrovství světa v zápasu řecko-římském 1958
Mistrovství světa v zápasu řecko-římském proběhlo v Budapešti, Maďarsko v roce 1958.

## Výsledky
| Kategorie | Zlato           | Stříbro               | Bronz              |
| --------- | --------------- | --------------------- | ------------------ |
| do 52 kg  | Boris Gurevič   | Sándor Kerekes        | Borivoje Vukov     |
| do 57 kg  | Oleg Karavajev  | Yaşar Yılmaz          | Lothar Fischer     |
| do 62 kg  | Imre Polyák     | Müzahir Sille         | Vladimir Staškevič |
| do 67 kg  | Rıza Doğan      | Viktor Vasin          | Gyula Tóth         |
| do 73 kg  | Kazım Ayvaz     | Grigorij Gamarnik     | Valeriu Bularcă    |
| do 79 kg  | Givi Kartozija  | Horst Heß             | Lothar Metz        |
| do 87 kg  | Rostom Abašidze | György Gurics         | Rune Jansson       |
| +87 kg    | Ivan Bogdan     | Ljutvi Achmedov (BUL) | Hamit Kaplan       |